# Poignée d'amour

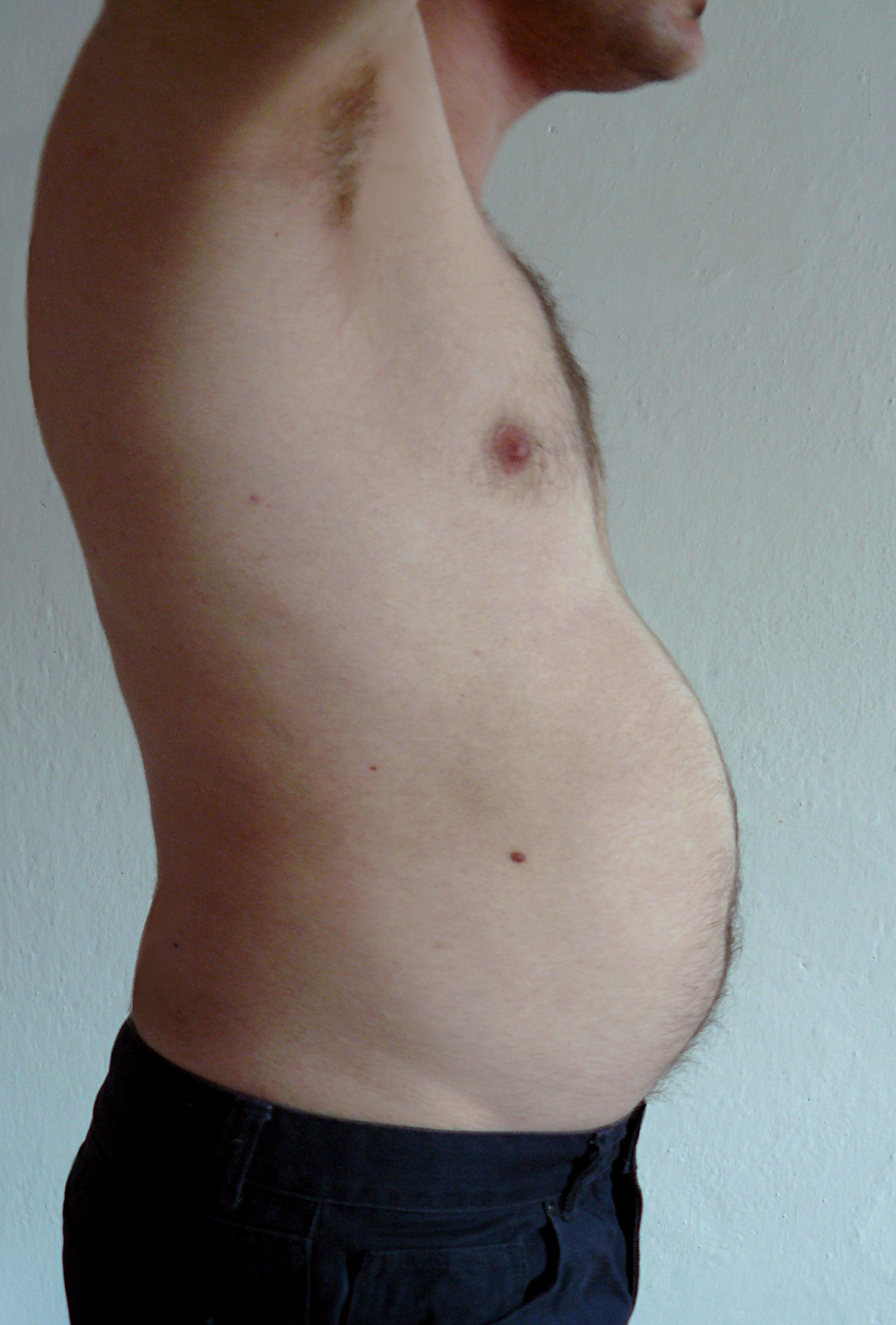
Obésité abdominale chez un homme.

Une poignée d'amour est, dans le langage courant, un attribut physique des humains consistant en une accumulation de graisse au-dessus de la hanche, plus précisément au-dessus du muscle petit glutéal ou petit fessier. Elle se développe davantage chez les hommes que les femmes (topographie « androïde ») et constitue, dans la culture populaire, l'une des cibles les plus fréquentes des régimes amaigrissants, ou d'activité physique,.